# Champtocé-sur-Loire
Champtocé-sur-Loire – miejscowość i gmina we Francji, w regionie Kraj Loary, w departamencie Maine i Loara.
Według danych na rok 2010 gminę zamieszkiwało 1 792 osoby, a gęstość zaludnienia wynosiła 48 osób/km²